# Шерефединов, Андрей Васильевич
Андре́й Васи́льевич Шерефеди́нов (около 1530 — около 1611) — государственный деятель второй половины XVI века — начала XVII века, думный дьяк и дипломат в царствование Ивана Грозного, Фёдора Иоанновича, Бориса Годунова и Лжедмитрия I. Убийца царя Фёдора II Годунова или его матери. Также покушался на убийство царя Дмитрия Иоанновича (Лжедмитрия I).

## Происхождение и род
Происходил из малоизвестного и маловлиятельного дворянского рода. Письменные источники сообщают, что родоначальником Шерефединовых был Яков Серефядин, живший примерно во второй четверти — середине XV века, являвшийся, скорее всего, крещёным татарином или его сыном. Фамилия-прозвание реконструируется как Шараф-эд-Дин и имеет арабское происхождение: «saraf» означает «честь, превосходство, почёт, слава», «-ед» -артикль, «din» — «религия, вера». В русский ономастикон она попала из татарского, а в последний — через заимствование из арабского. Этимологизируется прозвище Якова как «честный/превосходящий/славный своей верой».
Родовые земли Шерефединовых находились в Коломенском уезде, вероятно село Гололобово, расположенное недалеко от Коломны в Большом Микулинском стане.
Исследователи полагают, что предок Шерефединовых поступил на службу великим московским князьям в период распада Золотой Орды, что в то время было распространённой практикой. Скорее всего, он был принят в великокняжеские военные слуги при Василии II Тёмном (1415—1462), при крещении получив имя Яков (Иаков).
У Якова было 3 сына: Константин упомянут как послух в одном из коломенских поземельных актов, датированном приблизительно 1485 годом другим его сыном был Василий, упомянутый как Василий Яковля в завещании 1490 года и третьим сыном был Борис, живший во второй половине XV века У последнего, в свою очередь, был сын Василий, ставший родоначальником наиболее известных Шерефединовых.

### Отец: Василий Борисович Шерефединов
Отец дьяка А. В. Шерефединова Василий Борисович упомянут в 1509/10 году как сын боярский. Служил помощником писца, участвова в судебных спорах. Умер в 1537 году и похоронен в Коломне на территории Спасо-Преображенского монастыря, служившим родовой усыпальницей рода Шерефединовых.
У Василия Борисовича было 4 сына: Иван, Поздняк, Андрей, и Дмитрий (?). Сыновья В. Б. Шерефединова и вообще представители этого рода поначалу не славились высоким положением даже среди провинциальных дворян. Среди сыновей Василия Борисовича раньше всех в источниках, в 1542 году, упоминается Иван Васильевич, который служил недельщиком и дипломатом, в частности, несколько раз был послом в Ногайскую орду.

### Племянник: Пётр Иванович Шерефединов
Первым возвысившимся Шерефединовым стал старший сын Ивана Васильевича — Пётр-Андрей (Андрей — молитвенное имя). Он приходился племянником Андрею Шерефединову (но по возрасту, скорее всего, был гораздо старше дяди). Впервые его имя в источниках фиксируется 1 марта 1550 года, когда Пётр-Андрей Иванович дал вклад в Троицкий монастырь 50 руб. Эта сумма была целым состоянием для обычного сына боярского. К 1555 году он стал московским дьяком, а до того скорее всего служил в подьячих. Петру Шерефединову в то время было около 35-40 лет. Впервые отпрыск малоизвестного, если не захудалого рода вошёл в политическую элиту своего времени.
Карьера его закатилась в 1566 г., когда по итогам Земского собора была составила челобитная Ивану Грозному об отмене опричнины. Среди вероятных оппозиционных «земцев», подписавших её, был, по реконструкции Р. Г. Скрынникова, и дьяк П. И. Шерефединов. Это предопределило судьбу лично его и ближайших сородичей: данная ветвь рода была уничтожена во время опричных казней. Так, по делу виднейшего боярина И. П. Фёдорова (часть его вотчин располагалась в Коломенском уезде) после 22 марта 1568 года погиб дьяк Пётр Иванович Шерефединов, а около 6 июля 1568 года были «отделаны» его сын Афанасий и брат Молчан (Михаил).
Влиятельный дьяк П. И. Шерефединов успел дать старт карьере своему более молодому дяде Андрею Шерефединову.

## Деятельность
Первое упоминание в источниках 7-13 июня 1569 г., когда Андрей Шерефединов ездил гонцом в Швецию. Он прибыл в ранге «царёва и великого князя гонца» в Стокгольм 4 сентября 1568 года. В январе 1570 года его с ответственным поручением пристава направили в Смоленск. Он должен был сопровождать оттуда до Москвы послов Речи Посполитой и выдавать им корм, обеспечить изоляцию посольства и разузнать его цели и задачи. Несмотря на неудачу в службе (был отозван в Москву), не позднее декабря 1571 г. он был пожалован в дьяки. Большую роль в его карьере сыграло опричное время. После летних казней 1570 г. в приказах открылось множество новых вакансий и возможностей для продвижения. Открывшиеся перспективы в полной мере использовал Шерефединов.
Через несколько лет после пожалования в дьяки Иван Грозный стал приближать к себе хваткого чиновника. Так, в декабре 1574 году Андрей Васильевич сопровождал царя во время его паломничества в Троице-Сергиев монастырь. Через некоторое время, 28 апреля 1576 года, во время похода Ивана IV в Калугу А. В. Шерефединов впервые возглавил перечень взятых царём с собой дьяков. П. А. Садиков считал, что в период «великого княжения» Симеона Бекбулатовича Андрей Васильевич был думным дьяком в «государевом уделе» князя Ивана Московского. В 1577 году, согласно росписи государева полка, Шерефединов вместе с другими 11-ю дьяками принял участие в ливонском походе Ивана Грозного, занимая уже второе место среди 4 дворовых дьяков. Теперь в разрядных записях он либо возглавлял дьяческий корпус, либо шёл на одном из первых мест.
Летом 1579 года во время царского похода «на немец и Литву» Шерефединов вновь возглавил список из 15-ти дьяков. В походе Ивана IV на Стефана Батория в Новгороде он был третьим дьяком из 8-ми. Осенью 1579 года ему было велено быть с государем, и Андрей Васильевич возглавил список из 12 дьяков. 15 апреля 1581 г. в государевом полку — он на третьем месте из 7-ми ближних дьяков.
В начале 1580-х годов продолжалась деятельность Шерефединова как разрядного дьяка. В 1581 г. он сделал запись о местническом деле кн. Д. Ростовского и кн. И. Туренина. В июне 1582 г. коллегия из самых высокопоставленных лиц — бояр князей И. Ф. Мстиславского, Ф. М. Трубецкого и Н. Р. Юрьева, «своих» для царя дьяков А. Щелкалова (главы Посольского приказа) и А. Шерефединова судила местническое дело приставов у великого польского посла А. Крюкова и А. Измайлова. Показательна причастность выходца из незнатного коломенского рода к высшему кругу того времени.
Андрей Шерефединов имел опыт службы во всех ключевых ведомствах Русского государства: Посольском, Разрядном и Поместном приказах, а также в приказе Казанского дворца, причём для 1570-х гг. имеются достоверные данные о совмещении им службы в нескольких приказах. Так, с 6 декабря 1574 года по 9 марта 1577 и в 1581 годов он был дьяком дворового Разрядного приказа. Одновременно в 1574—1577 годах служил в дворовой Поместной избе, а в 1576—1577 годах был дьяком Четвертного Двинского приказа. Препоручение целого ряда должностей было показателем влиятельности государственного деятеля и приносило значительный материальный доход.
В 1581 году, после смерти сына Ивана царь Иван Грозный, переселился жить в Александрову слободу. Как показал Б. Н. Морозов, в 1581 г. в Слободе действовал дворовый Судный приказ и нечто вроде отделения Посольского приказа во главе с дьяком А. В. Шерефединовым. Фактически это означает, что дьяк превратился в личного секретаря монарха, через него осуществлялась связь с другими государственными учреждениями.

## Земельная афера и опала
После февраля 1584 года имя А. В. Шерефединова надолго пропало из разрядных книг. Как считают учёные, высокое положение Андрея Васильевича подвигло его на аферы. К 1580-м годам у Андрея Васильевича имелась только дочь, вышедшая замуж за другого крупного чиновника — дьяка Родиона Петровича Биркина, спальника и фаворита Ивана Грозного в последние годы его жизни. Все его заботы были направлены на материальное обеспечение семьи своей дочери и зятя. Дьяки А. В. Шерефединов и Р. П. Биркин оказались замешаны в скандальном деле о подлоге документов на крупное земельное владение в Рязанском уезде. Они путём фальсификации документов и силовым давлением завладели родовым селом земских дворян Шиловских — Шиловым.
После смерти Ивана IV влияние Биркина и Шерефединова упало и об их авантюре стало известно. Шиловский наконец добился, чтобы его челобитная на действия «сильных» московских людей получила ход. Вскоре после «мятежа» Богдана Бельского Андрей Васильевич был обвинён в злоупотреблениях и грабеже в пользу своего зятя. Само обвинение, несомненно справедливое, было связано, с пошатнувшимся положением «особого двора» почившего царя. Поражение Б.Бельского означало падение «дворовой» правящей группировки, в которой дьяк А. В. Шерефединов играл заметную роль. В июне-июле 1584 г. иск Тимофея Шиловского был рассмотрен в Москве в Судной палате, и Шерефединов проиграл его. В пользу Т. Шиловского он должен был выплатить компенсацию за пользование чужим владением — по полтора рубля с выти.
Главный судья, боярин кн. Василий Иванович Шуйский, постановил доложить о деле самому царю Фёдору Иоанновичу. Очевидно, по решению Боярской думы Шерефединов и Биркин лишились своих должностей.
К концу лета 1584 года дьяческая карьера А. В. Шерефединова закончилась. Он был извергнут из московского дьяческого сословия в среду провинциального дворянства, так же как и его зять Р. П. Биркин. В Боярском списке 1588/89 года его имени нет даже среди выборных по Коломне.
В. Н. Козляков полагает, что к прекращению карьеры могущественного «дворового» дьяка причастен Борис Годунов. Его поддержка партии родовой аристократии привела к отстранению от руководящих постов худородных выдвиженцев Ивана Грозного. В число их попал и Шерефединов. Бывший дьяк затаил обиду на Бориса Годунова и не случайно считается одним из участников насильственной смерти жены и сына Годуновых.

### Снятие опалы
Через некоторое время (не позднее 1594 г.) статус Шерефединова был повышен. В 1594 г. он в составе комиссии из 4-х человек раздавал деньги за службу и верстал новиков в Кашире. В перечне членов комиссии Андрей Шерефединов идёт третьим, в то время как городовой дьяк — четвёртым. К 1594 г. (через 10 лет после своей опалы) Андрей Васильевич стал выборным дворянином по Коломне. В Боярском списке 1598/99 г. он записан именно в этом чине. Во время Серпуховского похода царя Бориса Годунова против татар весной 1598 г. были назначены дворяне, которым надлежало организовать сторожевую службу «на берегу» (то есть по Оке). Среди 21 сторожевого головы оказался и Шерефединов.
В 1600—1603 годах А. В. Шерефединов, оставаясь выборным дворянином по Коломне, имел солидный земельный оклад в 600 четей земли и был послан на заставу в Царицын. Здесь он служил на годовой службе в качестве головы с воеводой В. Овцыным (соответствующие записи в разрядной книге относятся к 1 сентября 1600 г. и маю 1602 г.). В 1604 году Шерефединов верстал дворян в Коломне и в Переяславле Рязанском. В том же году в Арзамасе и Нижнем Новгороде он раздавал деньги за службу и верстал новиков.
Однако все эти службы мало соответствовали его прежнему должностному статусу государева дьяка и амбициям.

## Деятельность в Смутное время
Андрей Васильевич решил использовать события Смуты для того, чтобы поправить своё незавидное положение. Он развернул небывалую активность, хотя ему было уже не меньше 70 лет. Шерефединов оказался среди тех немногих реальных фигур Смуты, о ком дошли отзывы иностранцев и авторов исторических сочинений. Как и многие, поначалу он принял сторону Лжедмитрия I и активно содействовал его утверждению на престоле. 10 июня 1605 года по приказанию присягнувших Лжедмитрию I бояр П. Ф. Басманова, князей В. В. Голицына и В. М. Рубца Мосальского он вместе с дворянином М. А. Молчановым расправился с семьёй скончавшегося царя Бориса Годунова. Царицу Марию Годунову и Фёдора Борисовича они развели по разным хоромам и удавили верёвками, а дочь Ксению оставили живой (её потом сделали наложницей Лжедмитрия I и насильно постригли в монахини). Исаак Масса приписал убийство Фёдора Борисовича именно Шерефединову. Как исполнитель весьма щекотливого и тёмного дела Шерефединов мог рассчитывать на особую милость Лжедмитрия I. Однако серьёзного карьерного роста не последовало. В окружении самозванца он не получил никакого заметного поста. Вероятно, Лжедмитрию I не хотелось иметь столь одиозную фигуру в своём окружении. Всё это могло вызвать серьёзную обиду и недовольство Андрея Васильевича на нового царя и в конечном итоге привело его в лагерь заговорщиков.
8 января 1606 года Андрей Шерефединов во время подготовленного князем и боярином Василием Шуйским заговора против Лжедмитрия I вызвался убить самозванного царя. Заговорщики с группой сторонников проникли через все стрелецкие караулы в кремлёвский дворец к самой его спальне, но были схвачены. Вскоре после этого Андрей Шерефединов был арестован.
Исаак Масса утверждал, что тот, подкупленный боярами, 8 января 1606 года готовил убийство царя. Начальник дворцовой стражи Яков Маржерет писал, что был схвачен некий «секретарь» (так иноземцы именовали дьяков), который подвергался пыткам, но ни в чём не сознался и не выдал главу заговора (им был сам будущий царь Василий Шуйский). Р. Г. Скрынников идентифицировал этого анонимного дьяка с А. В. Шерефединовым, однако В. Д. Назаров скептически отнёсся к данному предположению. По его заключению, Шерефединов и дьяк («секретарь») разные люди. Дело против Андрея Шерефединова за отсутствием улик было прекращено, а сам он отправился в ссылку.

### Правление Василия Шуйского (1606—1610)
Воцарение Василия Шуйского должно было способствовать новой милости правительства. Согласно Боярскому списку 1606/07 г., А. В. Шерефединов перешёл в новый и более высокий статус — из выборных городовых он стал московским дворянином. Вскоре вместо ожидаемого фавора Андрею Васильевичу были предъявлены тягчайшие обвинения. В 1607 году А. В. Шерефединов находился под арестом, вероятно, по обвинению в убийстве жены и сына Б. Ф. Годунова. В Боярском списке 1606/07 года напротив его имени имеется помета «У прис[тава]. На Москве». Часть его вотчин была конфискована, скорее всего, это произошло в период нахождения его под следствием, в 1606—1607 годах Андрею Васильевичу вновь удалось выпутаться из тяжёлой истории. Последний раз его имя упоминается в перечне московских дворян Боярского списка 1610/11 г. Он находился на государевой службе в г. Зубцове (недалеко от Твери), напротив его имени имеется характерная помета: «болен». Не исключено, что от болезни находившийся в чрезвычайно преклонном возрасте московский дворянин уже не оправился и вскоре скончался. А. В. Шерефединов, несмотря на все сложности эпохи, в которую ему довелось действовать, был долгожителем. Место его погребения неизвестно.

## Семья
Дочь была замужем за дьяком Р. П. Биркиным, спальником и фаворитом Ивана Грозного в последние годы его жизни.
О других детях Андрея Васильевича ничего неизвестно, лишь в писцовой книге по Коломне 1577/78 года говорится о некоем умершем к тому времени Семёне Андрееве сыне Руднева Шерефединова. Вероятно, это Семён Шерефединов — рано умерший, женатый, но не имевший мужского потомства сын Андрея Васильевича Шерефединова, получивший от отца часть земельных владений. Отчество «Андреев сын Руднева» позволяет предположить, что дьяк Андрей Васильевич имел прозвище Рудня. Возможно, мирским именем Андрея было Третьяк — он был третьим по рождению из сыновей В. Б. Шерефединова. Н. П. Лихачёв указал на наличие дьяка с таким именем (Третьяк Шерефединов), но ссылок на источник не привёл.